# Marcel Bimale
Marcel Bimale (Bangui, 30 ottobre 1946 – Nemours, 28 giugno 2021) è stato un cestista e allenatore di pallacanestro centrafricano.

## Carriera
Con la Rep. Centrafricana ha preso parte ai Campionato del mondo del 1974.
Da allenatore ha guidato la Rep. Centrafricana alle Olimpiadi di Seul 1988.